# Magdalena Koperwas
Magdalena Małgorzata Koperwas (ur. 11 czerwca 1993 w Lublinie) – polska koszykarka występująca na pozycjach rzucającej lub niskiej skrzydłowej.
20 września 2018 opuściła Sunreef Yachts Politechnikę Gdańsk.

## Osiągnięcia
Drużynowe
- Mistrzyni Polski U–20 (2012, 2013)
- Awans do FGE z Politechniką Gdańsk (2018 – mistrzostwo I ligi)[1]
- Brązowa medalistka I ligi (2013, 2014)

Reprezentacja
- Uczestniczka mistrzostw Europy:
  - U–20 (2013 – 12. miejsce)
  - U–18 (2011 – 6. miejsce)
  - U–16 (2009 – 10. miejsce)